# Шаферан Ігор Давидович
Шаферан Ігор Давидович — радянський nf російський поет.

## Біографічні відомості
Народився 13 лютого 1932 р. в Одесі. Навчався в тому самому класі, що й Михайло Жванецький. Після школи працював механіком на китобойному судні. Потім навчався в Літературному інституті в Москві (курс Михайла Свєтлова). Помер 14 березня 1994 року
Автор тексту пісень до багатьох кінофільмів, зокрема:
- «Ар-хі-ме-ди!»,
- «Моя вулиця» (1971),
- «Подвиг Одеси» (1985, 2 с).

Також автор віршів до відомих пісень радянського періоду: «Если б не было войны», «Наши мамы», «Ненаглядная сторона», «Гляжу в озера синие», «Листья желтые», «Эх, сколько видано», «Ты говоришь мне о любви», «Белый танец», «Еще не вечер», «Ромашки спрятались», «Ходит песенка по кругу», «Песня о дублерах», «Парнишка», «Я у бабушки живу», «Ты замуж за него не выходи», «Снова мамин голос слышу», «Окна светятся», «Не волнуйся, мама», «Бродячие артисты», «Зачем вы, девушки, красивых любите?», «Мы желаем счастья вам» тощо.
На честь поета 28 квітня 2017 року на фасаді будинку 87 по вулиці Мала Арнаутська в Одесі відкрито меморіальну дошку.